# Uraeotyphlus oxyurus
Uraeotyphlus oxyurus é uma espécie de anfíbio gimnofiono da família Ichthyophiidae endémica da Índia.